# Râul Sărata
Râul Sărata (în ucraineană Сарата) este un râu care străbate sudul Republicii Moldova și sud-vestul Regiunii Odesa din Ucraina. El izvorăște din apropiere de satul Brezoaia din raionul Ștefan Vodă (Republica Moldova), curge pe direcția sud-est, trece apoi pe teritoriile raioanelor Tarutino, Sărata și Tatarbunar din Regiunea Odesa (Ucraina) și se varsă în limanul Sasic din Bugeac, în apropierea satului Tropoclo. 

## Date geografice
Râul Sărata are o lungime de 120 km și o suprafață a bazinului de 1.250 km². El izvorăște dintr-o zonă deluroasă din raionul Ștefan Vodă, curge prin Câmpia Mării Negre prin văi cu lățimea de 1–2 km și se varsă în Limanul Sasic de pe malul Mării Negre. În anii secetoși, ca urmare a precipitațiilor scăzute, râul începe să sece. Apele râului Sărata sunt folosite în irigații și pentru nevoile casnice. 
Principalii afluenți sunt pe partea stângă și anume: Copceac (cu vărsarea în apropiere de satul Manja), Babei (cu vărsarea în dreptul satului Moruzeni) și Gealair (cu vărsarea în apropiere de satul Gnadenfeld).
Râul Sărata traversează mai multe localități, pe malurile sale aflându-se Brezoaia, Alexandreni, Manja, Păuleni, Moruzeni, Gnadenfeld, Nădejdea, Moldoveni, Neagra, Ivănceni, Kamenka, Friedensfeld, Nova Plahtiivka, Sărata, Camcic, Mihăileni, Achmanghit, Sărata-Mică, Sulița și Tropoclo.